# El Paredoncito
El Paredoncito är en ort i Mexiko.   Den ligger i kommunen Benito Juárez och delstaten Sonora, i den västra delen av landet, 1 400 km nordväst om huvudstaden Mexico City. El Paredoncito ligger 4 meter över havet och antalet invånare är 2 251.
Terrängen runt El Paredoncito är mycket platt. Havet är nära El Paredoncito åt sydväst. Runt El Paredoncito är det ganska glesbefolkat, med 34 invånare per kvadratkilometer. Närmaste större samhälle är Villa Juarez, 10,6 km nordost om El Paredoncito. Trakten runt El Paredoncito består till största delen av jordbruksmark.